# Tortella humilis
Tortella humilis är en bladmossart som beskrevs av Jennings 1913. Tortella humilis ingår i släktet kalkmossor, och familjen Pottiaceae. Inga underarter finns listade i Catalogue of Life.